# 高知坐神社

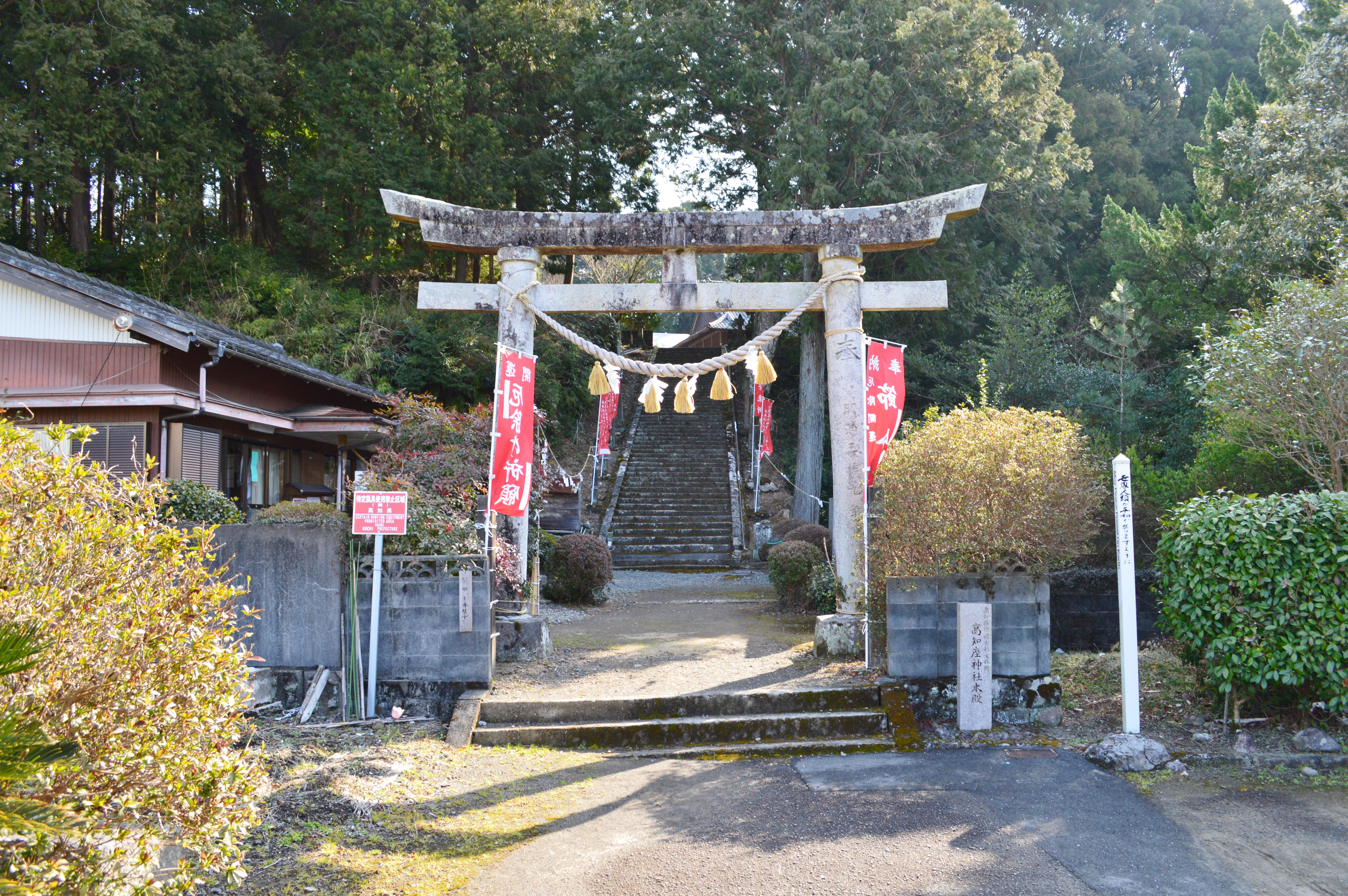
鳥居

高知坐神社（たかちにますじんじゃ/たかちにいますじんじゃ、高知座神社）は、高知県宿毛市平田町戸内にある神社。式内社で、旧社格は郷社。

## 祭神
祭神は次の3柱。
- 主祭神：都味歯八重事代主神
- 右相殿：大国主尊
- 左相殿：素盞嗚尊

延長5年（927年）成立の『延喜式』神名帳では「高知坐神社（高知に鎮座する神の社）」とのみ記され、祭神を明らかとしない。この「高知」は、現在の高知市域の地名（江戸時代に河中→高智→高知と変遷して成立）とは関係の無い古代名で、文献上では「高地」・「高持」とも見える。その由来は詳らかでないが、『土佐国式社考』では「高知」と「高市」の音通を指摘する（大和国高市郡には鴨事代主神社が鎮座）。
なお『土佐国式社考』では、主祭神の神体を青黒玉石とし、相殿左神の神体を青石、相殿右神の神体を木像とする。

## 歴史
創建は不詳。付近では高知県で代表的古墳の1つである平田曽我山古墳（消滅）の築造が知られ、同古墳と当社を波多国造の墳墓・祭祀地と想定する説が挙げられている。『先代旧事本紀』「国造本紀」では第10代崇神天皇の時に天韓襲命が波多国造に定められたと見え、創建をこの頃とする説もあるが詳らかではない。境内地では祭祀遺跡の存在が知られ、平安時代の土師器・須恵器・甕が出土しているほか、縄文時代晩期の打製石斧も見つかっている。
延長5年（927年）成立の『延喜式』神名帳では土佐国幡多郡に「高知坐神社」と記載され、式内社に列している。『和名抄』に見える地名のうちでは、現鎮座地は幡多郡枚田郷（ひらたごう、異本では牧田郷）に比定される。
中世期には、元久2年（1205年）に社殿修理のことがあったほか、長福寺が別当寺であった。『南路志』所引の応永6年（1399年）の鰐口銘では「高地之大明神」と見えるほか、同書所引の天文13年（1544年）の棟札には「高持者大明神」と見え、土佐一条氏4代当主の一条房基がその造営を実施している。天正17年（1589年）の「山田郷内平田村地検帳」では「高持社」と見え、11代4歩の宮床と宝殿・舞殿・横殿の存在が記される。
江戸時代には、宿毛土居の土佐藩家老の山内氏（安東氏）から崇敬を受け、明和5年（1768年）には7代山内氏篤によって現在の本殿が再建された。
明治維新後、近代社格制度において郷社に列している。

## 境内

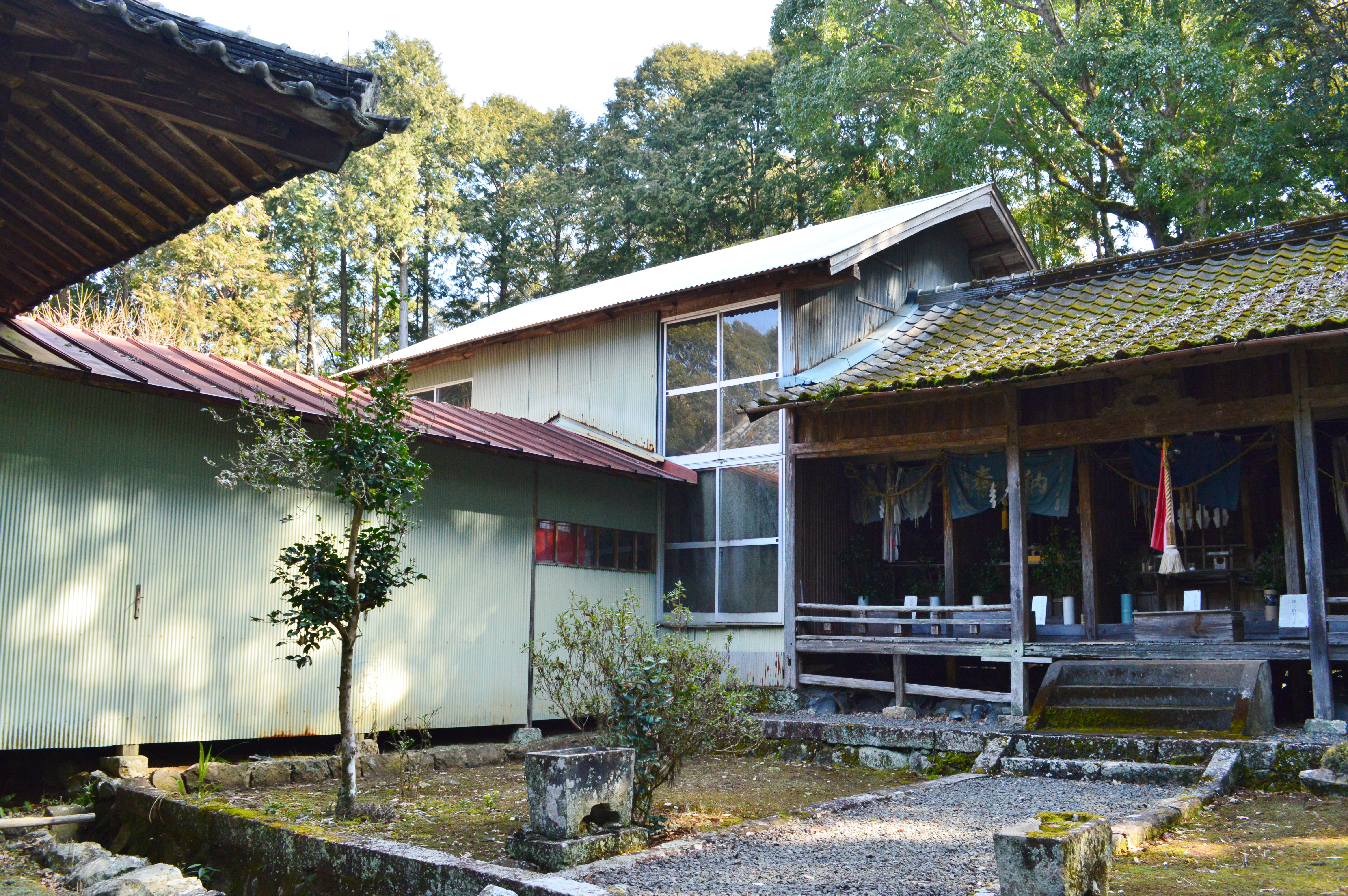
本殿（高知県指定文化財）覆屋

本殿は、江戸時代の明和5年（1768年）の宿毛土居家老7代山内氏篤および嫡男の氏益の再建による。三間社流造で、屋根は杮葺。内部は内陣・外陣に分かれる。象鼻・蟇股・手挾など一部には江戸時代初期の再建時の彫刻を残す。高知県指定保護有形文化財に指定され、現在は覆屋内に鎮座する。
社前のイチイガシは、高知坐神社の社叢において最大の木で、樹高は29.0メートルを測り、推定樹齢は400年とされる。宿毛市指定天然記念物に指定されている。

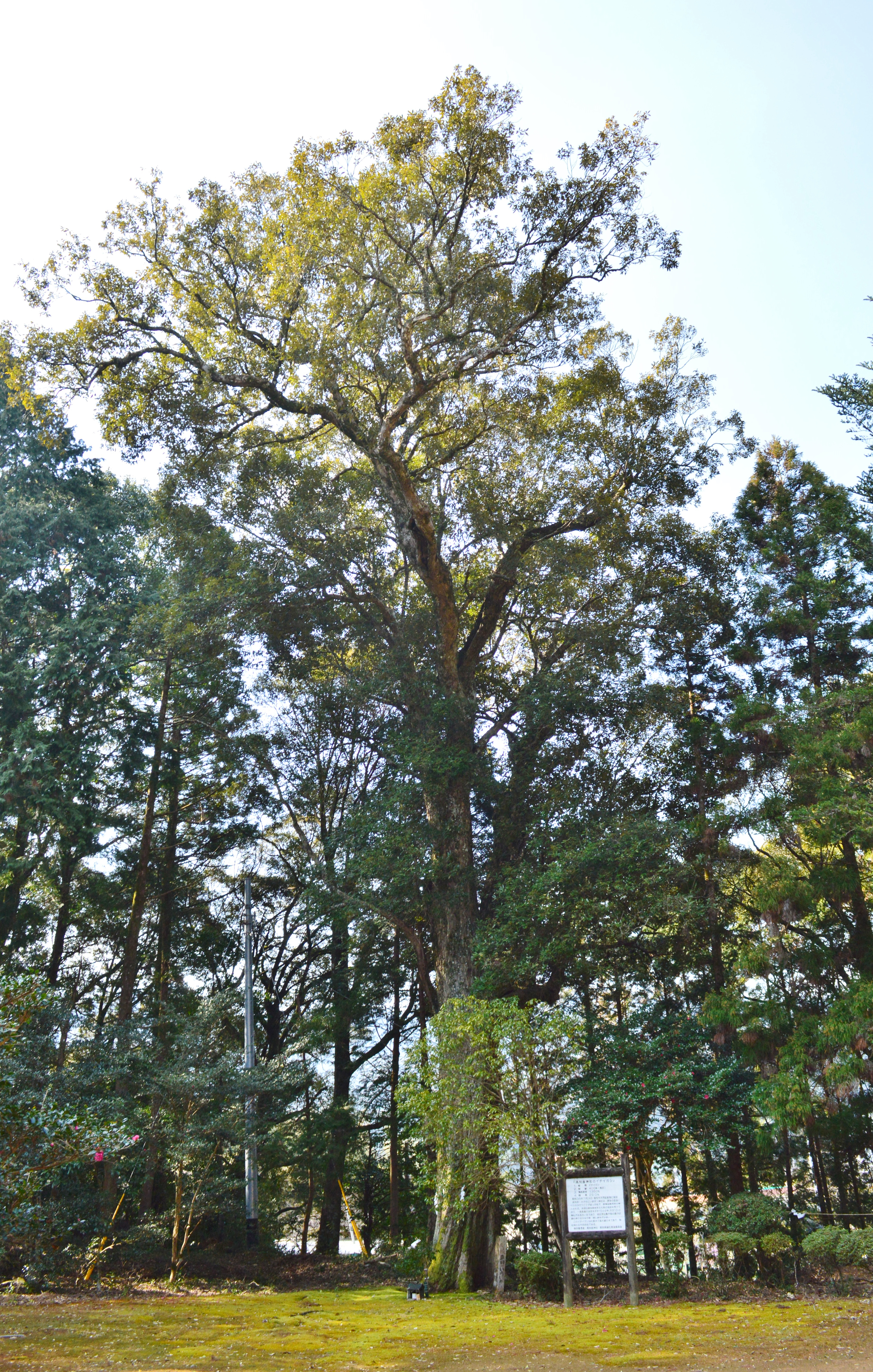
イチイガシ（宿毛市指定天然記念物）

## 摂末社

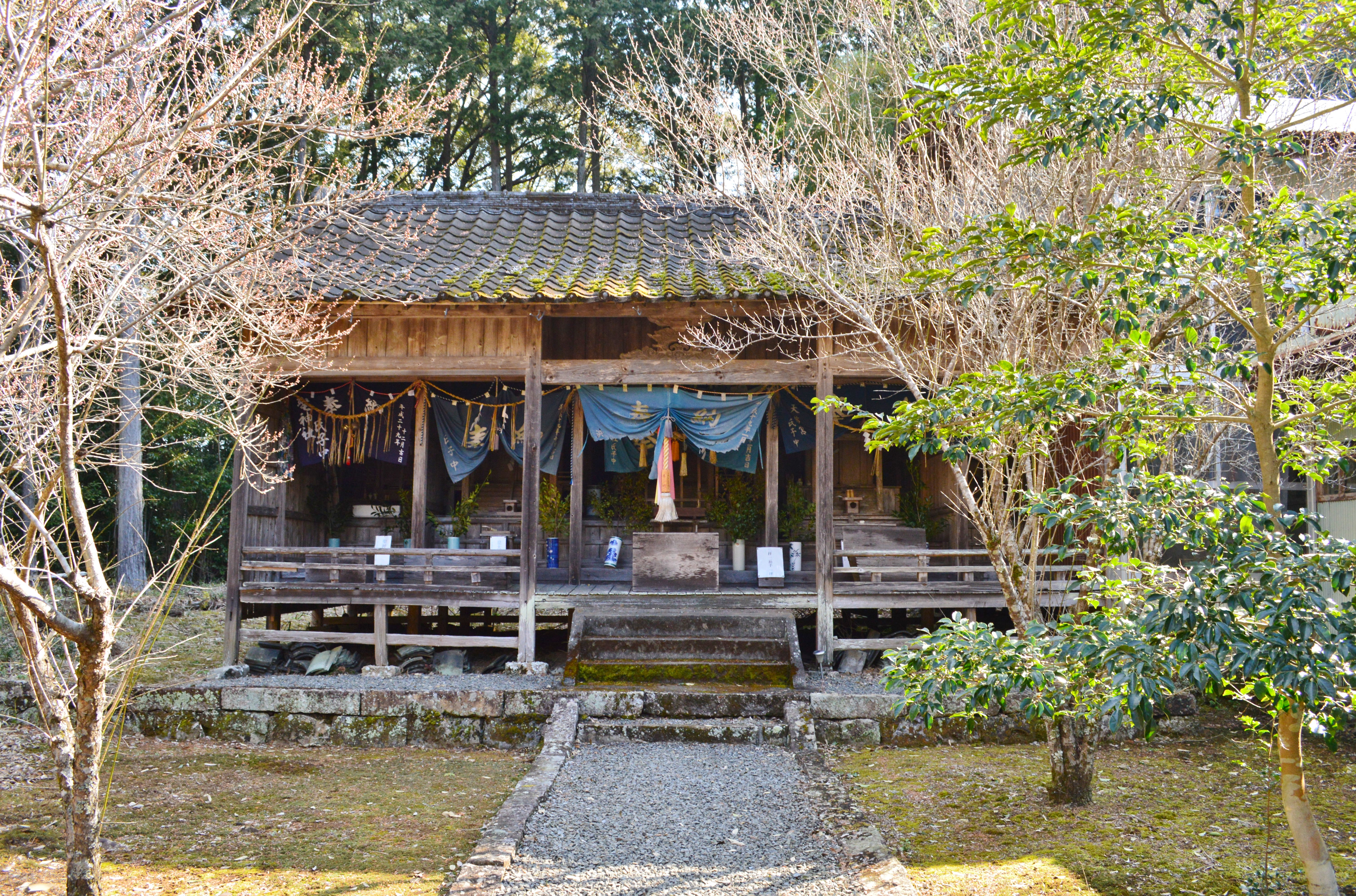
左宮

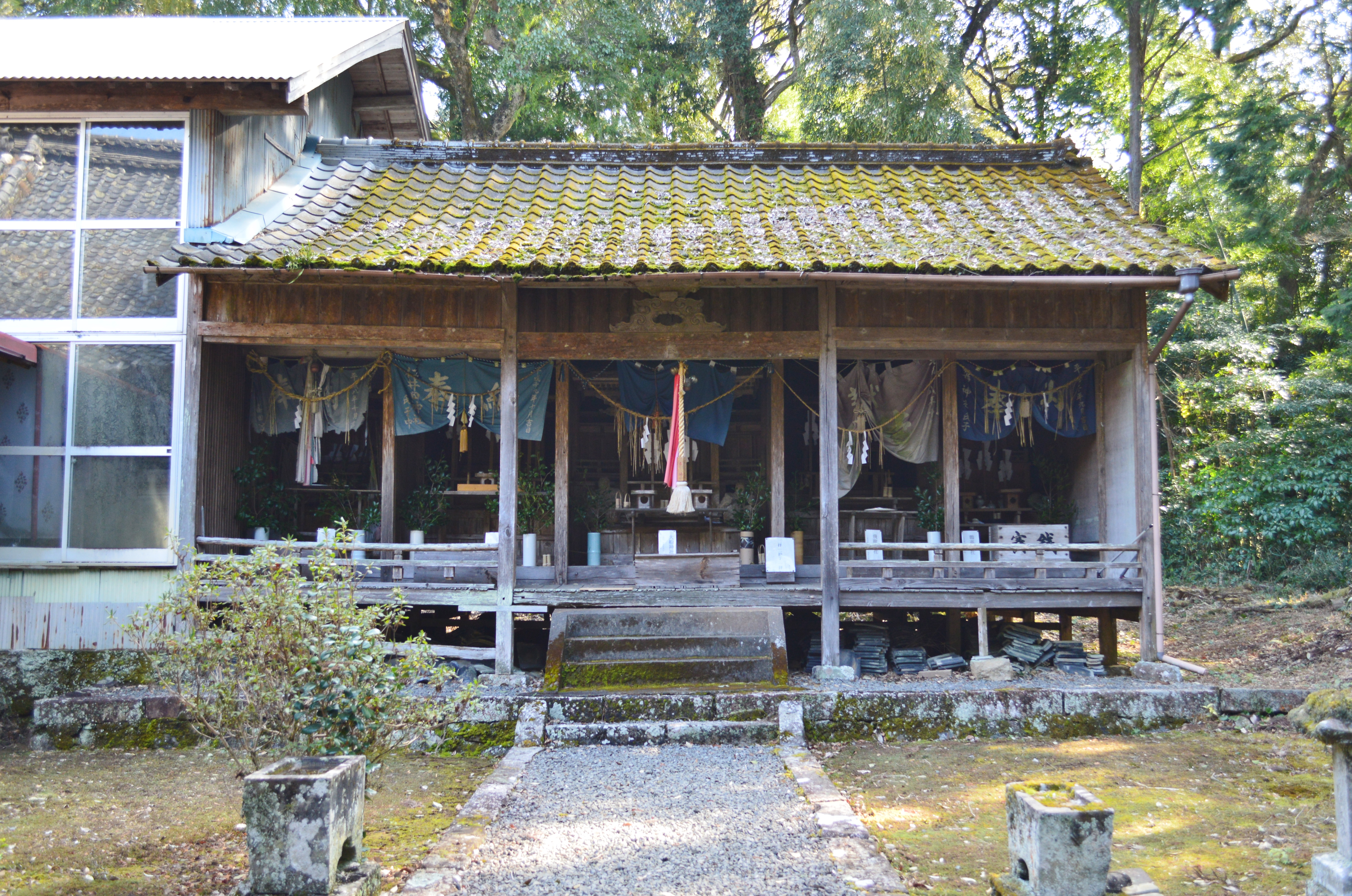
右宮

- 左宮（本殿向かって左側に鎮座）
  - 聖神社
  - 皇太子宮
  - 曽我神社
  - 天満宮
- 右宮（本殿向かって右側に鎮座）
  - 柴折神社
  - 仁井田神社
  - 大船神社
  - 飛龍神社
  - 鷣高神社

## 文化財

### 高知県指定文化財
- 保護有形文化財
  - 本殿（建造物） - 江戸時代、明和5年（1768年）の再建。1955年（昭和30年）2月15日指定[4][5][6]。

### 宿毛市指定文化財
- 保護有形文化財
  - 獅子半身像 - 鎌倉時代の作。ヒノキ材の唐獅子像2軀で、像高32.5センチメートル。いずれも半身を欠失する。1963年（昭和38年）7月24日指定[6]。
- 天然記念物
  - 平田のいちいがし - 1963年（昭和38年）7月24日指定[6]。